# Almindelig ledris
Almindelig ledris (Ephedra foeminea) er en stedsegrøn, klatrende busk med en overhængende, tætgrenet vækst. Planten indeholder alkaloidet efedrin.

## Beskrivelse
Barken er først gulgrøn til olivengrøn, men senere bliver den mørkegrøn eller blågrøn, overtrukket med blå dug. Bladene er modsatte eller kransstillede, men reduceret til sammenvoksede skæl. Planten er særbo, og både individer med hanlige og individer med hunlige blomsterstande har dem anbragt i bladhjørnerne. Den enkelte blomst er meget specielt bygget, idet den består af et frøanlæg, der er omgivet af to sammenvoksede blade, der danner en cylindrisk frøhinde. Uden om den findes en saftig kappe, der er dannet af fire blade. De hanlige blomster (”kogler”) er slanke eller ægformede, mens de hunlige er bredt ægformede til næsten runde. Frugterne er elliptiske til næsten kuglerunde og gule til brune.
Plantens rodnet er kraftigt, dybtgående og vidt udbredt.
Højde x bredde og årlig tilvækst: 2,00 x 2,00 m (20 x 20 cm/år).

## Hjemsted
Arten hører hjemme i landene ved det østlige Middelhav og op i Balkanområdet. Overalt foretrækker den fuldt belyste, meget tørre og klippefyldte voksesteder.
I de byzantinske mure omkring den ældre del af Thessaloniki findes arten sammen med bl.a. Allium guttatum (en løg-art), Allium paniculatum (en løg-art), sodaurt, duskhyacint, fladhovedet bakketidsel, hvid stenurt, høstskilla, Koeleria cristata (en kambunke-art), Lactuca viminea (en Salat-art), Micromeria juliana, Potentilla laciniosa (en potentil-art), Silene flavescens (en limurt-art), Thymus sibthorpii (en timian-art), trekløftstenbræk og Trigonella monspeliaca (en bukkehorn-art)
| Portal | Portal:Botanik |

## Note
1. ↑  N. Krigas, E. Lagiou, E. Hanlidou og S. Kokkini: The vascular flora of the Byzantine Walls of Thessaloniki (N Greece) i Willdenowia 1999, nr. 29: 77-94 (Webside ikke længere tilgængelig) ISSN 0511-9618 (engelsk)